# Øystein Sevåg
Øystein Sevåg (né le 19 mars 1957) est un compositeur et claviériste norvégien. Sevåg a travaillé dans de nombreux genres musicaux différents, à travers ses albums solo, en tant que compositeur de musique de chambre et d'orchestre, de musique pour le cinéma et la télévision, et en tant que producteur et musicien sur les projets d'autres artistes.

## Biographie
Øystein est le fils de Reidar Sevåg (1923–2016), ethnomusicologue à l'université d'Oslo, et de l'artiste Kate Holmsen Sevåg (1924–2018). Øystein Sevåg commence à jouer du piano à l'âge de cinq ans, et son père a été son professeur de piano pendant son enfance. À l'âge de onze ans, il participe à l'un des voyages d'enregistrement de son père à travers la Norvège pour enregistrer les anciens violoneux, photographier et mesurer leurs instruments.
En 1983, Sevåg et Lakki Patey publient l'album entièrement acoustique Windflowers, qui est nommé pour le Spellemannprisen dans la catégorie du « disque de jazz » de l'année, avec Sigurd Køhn, Morten Halle, Bjørn Kjellemyr, Crico, Ole Edvard Antonsen, Jens Wendelboe et les cordes du Kringkastingsorkestret. Le groupe plus électrique Celeste (avec Bendik Hofseth, Erik Wøllo, Inge Norum et Jan Erik Salater) sort l'album Design by Music en 1983, joue dans des clubs de jazz en Norvège et donne son dernier concert au Molde Jazz Festival en 1984.
Après ses études, Øystein Sevåg vit quelque temps à Triora, dans les montagnes du nord de l'Italie, où il écrit le quatuor à cordes Triora, avant de s'installer à Bogen Kunstnerverksteder, au bord de l'Oslofjord, à Stokke, pendant l'été 1984. C'est là qu'il construit le Bogen Lydstudio. Il est membre du groupe de compositeurs Ny Musikk (1984–1987) et s'essaie aux nouveaux instruments de musique. Après avoir reçu une commande d'IBM en 1986 pour une sculpture sonore (avec le sculpteur Olav Orud), Sevåg commence à utiliser un ordinateur pour composer. L'année suivante, il commence à utiliser l'ordinateur pour écrire de la musique de chambre. Son premier morceau est le quintette à vent The Lyrical Joke, interprété par Den Norske Blåsekvintett à Oslo en 1987. The Lyrical Joke et Triora sont enregistrés et publiés sur CD en 2000 (Siddhartha).
En 1989, Øystein Sevåg fonde le label discographique Siddhartha Records et sort son premier album solo, Close Your Eyes and See, qui est rapidement repris par les stations de radio de nombreuses grandes villes américaines et sort en 1991 sur le label américain Music West. L'année suivante, Sevåg signe un contrat avec Windham Hill Records pour trois nouveaux albums. La même année, il signe un contrat d'édition avec Warner Chappell à Los Angeles. Trois ans plus tard, les albums solo de Sevåg sont diffusés dans plus de 100 pays par l'intermédiaire de Windham Hill/BMG (devenu Sony Music) et remportent des prix et des distinctions aux États-Unis, notamment l'Indie Award pour son album Bridge sorti en 1998,.
En 2008, Sevåg contribue au premier album de Benedicte Torget, After a Day of Rain, et en 2014, Sevåg et Torget sortent l'album Karin Boye sånger, dans lequel ils mettent en musique les poèmes de Karin Boye. Pour leur musique, ils reçoivent le prix NOPA en 2014.

## Discographie
- Amor Fati (avec Kristin Flood)
- 1989 : Close Your Eyes and See (avec Bendik Hofseth)
- 1990–1993 : Visual  (avec Lakki Patey)
- 1993 : Link (avec Eivind Aarset, Nils Petter Molvær, Paolo Vinaccia)[7]
- 1994 : Global House
- 1997 : Bridge
- 2005 : Caravan
- 2007 : Based on a True Story
- 2010 : The Red Album
- 2012 : Space for a Crowded World
- 2014 : Karin Boye sånger (avec Benedicte Torget und Øystein Sevåg)